# 赤崎勇
赤崎勇（日语：／ Akasaki Isamu ?，1929年1月30日—2021年4月1日），日本化學工程學家，名古屋大學工學博士。曾任松下電器研究員、名城大學終身教授、名古屋大學特別教授及名譽教授。美國國家工程院外籍院士。IEEE Fellow。紫綬褒章、文化勲章、勳三等旭日中綬章表彰。文化功勞者。
赤崎教授於2014年凭借「發明高亮度藍色發光二極管，帶來了節能明亮的白色光源」与天野浩、中村修二共同获得諾貝爾物理學獎，他也是繼羅伯特·密立根之後，史上第2位兼有諾貝爾獎暨IEEE愛迪生獎章榮譽的科學家。
2021年4月1日，赤崎勇因肺炎在名古屋一家醫院去世。

## 早年生活與教育
1929年1月30日，赤崎勇出生於日本鹿兒島縣，幼時曾有躲避美軍戰機的經歷，終身反戰。1952年京都大學理學部畢業，1964年獲得工學博士（名古屋大學）學位。其後曾服務於神戶工業（現电装天）、名古屋大學、松下電器等單位。

## 研究
在1960年代末，他开始工作于氮化鎵（GaN）基蓝光LED。一步一步，他改进的GaN晶体质量和器件结构，在松下研究所东京公司（MRIT）那里，他决定采用有机金属化学气相沉积法作为首选的GaN生长方法。
1986年，赤崎勇以低溫沉積（AlN）氮化鋁緩衝層技術成功生產高品質的GaN晶體。1989年，他與門生天野浩完成p型GaN的結晶化，首次觀測到p型材料的劇烈發光，並以GaN的pn構成完成了藍色發光二極管。同一時期，赤崎的學生也包括日後的中國知名企業家唐駿。
1990年，赤崎師徒完成室溫下紫外線暴露GaN的誘導放射。基於上述的各階段突破，1992年，他們發明了人類史上第一個高亮度藍色發光二極體。1995年，進一步完成注入量子多重化電流的GaN/GalnN誘導放射。自此開始，赤崎勇就一直是熱門的諾貝爾獎候選人之一。在2009年至2014年的名古屋大學官方簡介中，赤崎一直與另外4位名大的諾貝爾獎得主（野依、小林、益川、下村）並列。

## 名古屋大学赤崎纪念研究馆

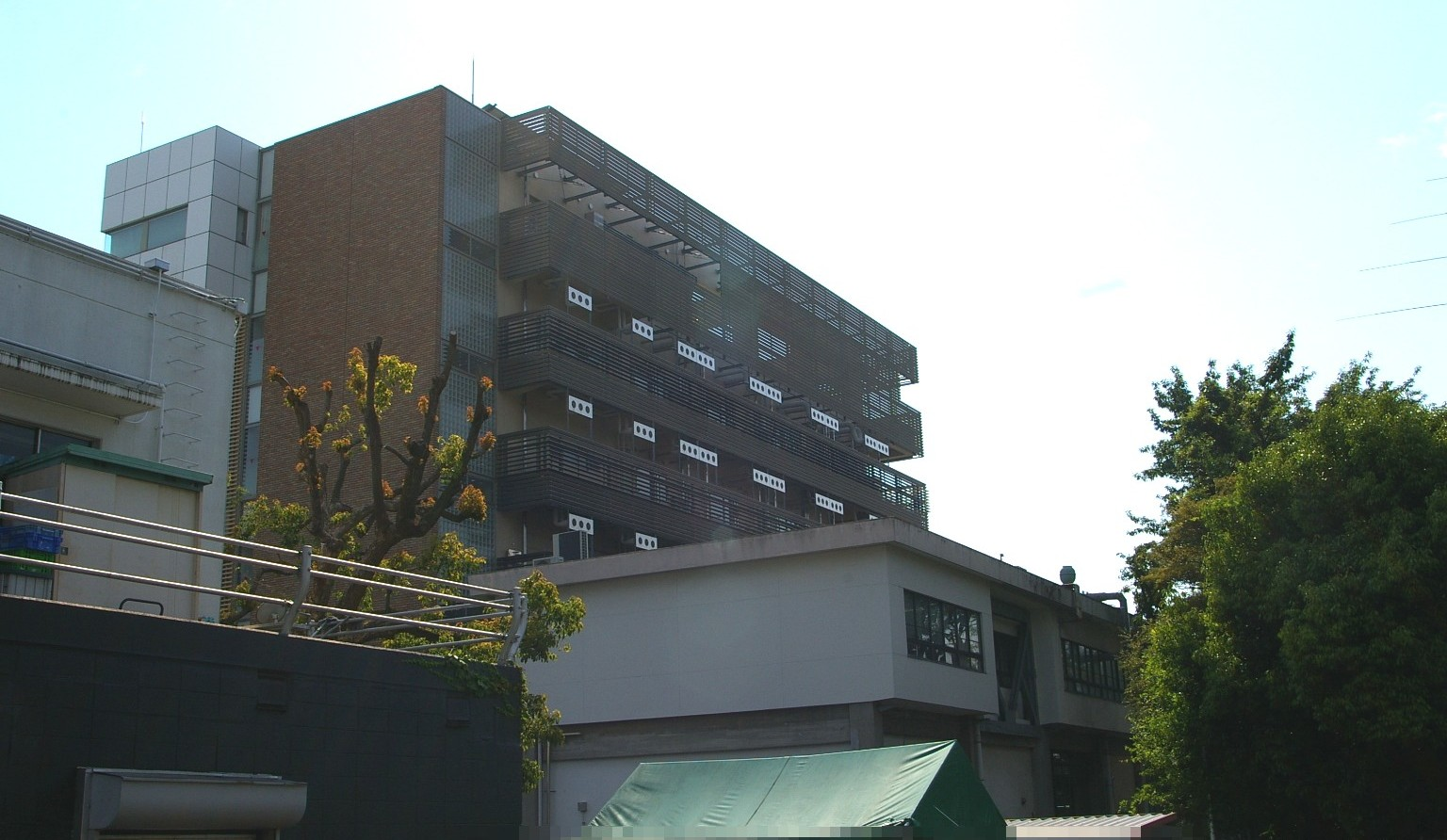
赤﨑記念研究館

赤崎教授的发明产生了专利，专利被奖励特许权使用费，其中一部份用於建立2006年10月20日開設的「名古屋大学赤崎纪念研究馆」（Nagoya University Akasaki Institute） 。研究館建有一个展示藍光LED研究/开发和应用的历史的LED画廊，一个科研合作办公室，一个创新研究实验室，和赤崎教授的顶部六楼的办公室。该研究馆坐落在名古屋大学东山校区合作研究区域的中心。

## 2014年諾貝爾獎
赤崎勇與天野浩、中村修二於2014年10月7日獲得諾貝爾物理學獎。翌日赤崎與江崎玲於奈（1973年諾貝爾物理學獎得主）進行電話會談，他們討論了彼此發明的社會影響力，也提到「日本人特有的毅力」是成功的重要原因。
赤崎是首位九州出身的日本人諾貝爾獎得主，亦締造若干國內紀錄，包括首次師徒同時獲獎（與天野浩）；獲獎年齡第二高（85歲，僅次於南部陽一郎的87歲）；最高齡出席頒獎典禮。
根據諾貝爾獎委員會，有關3人貢獻的主要區別是：
- 赤崎：以低溫沉積氮化鋁（AIN）緩衝製成高品質GaN
- 天野：實現pn結GaN
- 中村：對實用級高效能藍色LED的一系列成就、貢獻（基於InGaN，但官方文件未載）

## 獲獎紀錄
- 1989年 日本結晶成長学会論文賞
- 1991年 中日文化獎[11]
- 1994年 光電子學會議特別獎
- 1994年 日本結晶成長學會創立20周年記念技術貢獻獎
- 1995年 化合物半導體國際研討會獎
- 1995年
- 1996年
- 1998年 井上春成獎
- 1998年 C&C獎（日语：C&C賞）
- 1998年
- 1998年 應用物理學會（日语：応用物理学会）會誌獎
- 1998年
- 1998年
- 1999年
- 2000年 朝日獎[12]
- 2000年 東麗科学技術獎
- 2002年 應用物理學會業績獎
- 2002年 武田獎（日语：武田賞）
- 2002年 藤原獎
- 2003年 日本學術會議会長賞
- 2003年
- 2009年 京都獎（尖端技術部門）
- 2011年 IEEE愛迪生獎章[13]
- 2011年 科學技術振興機構知識財產特別貢獻獎
- 2014年 日本學士院獎・恩賜獎
- 2014年 諾貝爾物理學獎[14]
- 2014年 南九州市榮譽市民
- 2015年 查爾斯·斯塔克·德雷珀獎
- 2016年 UNESCO獎章
- 2021年 Queen Elizabeth Prize for Engineering

## 榮銜
- 1996年 紫綬褒章
- 2002年 勳三等旭日中綬章
- 2004年 文化功勞者
- 2011年 文化勳章

## 著作
- （1985年9月、朝倉書店）
- （1994年5月、培風館）
- （1997年4月、工業調査会）
- （1999年12月、培風館）

## 有關紀念
2018年4月，名古屋廣小路商店街設置3座手形像，以紀念下村脩、赤崎勇、天野浩3人的功績。

## 外部連結
- [永久]（日語）
- 坚持到底是赤崎勇的成功之道（中文）
- 赤﨑 勇 Isamu Akasaki （页面存档备份，存于）（中文）